# Берг, Йегуда
Йегуда Берг (ивр. יהודה ברג‎, англ. Yehuda Berg, род. 1972, Иерусалим) — американский раввин, сын раввина Филиппа Берга — основателя Центра изучения Каббалы. Совместно со своим братом, Майклом Бергом, являлся содиректором этого центра. Однако после обвинений в сексуальном насилии от одного из своих учеников, он ушёл из организации. Позже он был признан виновным и, согласно судебному решению, был обязан возместить ущерб своей жертве за причинение умышленного вреда.
Берг был международным оратором и писателем. Его книги «Сила каббалы» и «72 Имени Бога» стали международными бестселлерами. Также он руководил публикацией книг, аудио- и видеоматериалов других авторов, входящих в Центр каббалы.
25 февраля 2009 года он запустил новое шоу на радио Sirius XM’s Stars Channel под названием «Жизнь, которую вы создаете».

## Влияние
Он много лет был содиректором Международного центра каббалы. Однако, столкнувшись с проблемами, связанными с обвинениями в сексуальном насилии, Центр Каббалы был реорганизован, и его мать и брат стали его руководителями. Жена Йегуды до сих пор преподает в Центре Каббалы.

## Судебный процесс
В 2014 году бывшая студентка Центра изучения каббалы, подруга Йегуды, подала на него в суд, утверждая, что он изнасиловал её. Она утверждала, что Берг предлагал ей алкоголь и викодин, когда она навещала его в его доме, а затем сексуально домогался.
В ноябре 2015 года присяжные Верховного суда Лос-Анджелеса установили, что Берг действовал со злым умыслом и был ответственным за умышленное причинение эмоционального стресса, и поэтому ему было предписано выплатить 135 000 долларов, включая штрафные санкции. Самому Центру изучения каббалы также было предписано выплатить 42 500 долларов за халатность в надзоре за Бергом, который был одним из его руководителей во время предполагаемого нападения, хотя инцидент произошёл не в рабочее время центра.
Йегуда Берг пишет в блог и имеет твиттер.

## Награды
- В 2007 году Берг был назван номером 4 в списке Newsweek Top-50 американских раввинов[9].
- В 2009 году журнал GQ удостоил его чести быть агентом перемен в области образования[10][11].

## Проекты
В новом шоу на радио Sirius XM’s Stars Channel под названием «Жизнь, которую вы создаете», которое он создал в 2009 году, рассматриваются темы, касающиеся жизни каждого человека: отношения, здоровье, духовность, астрология, карьера, финансы, окружающая среда и многое другое. Каждую неделю Берг приглашает знаменитостей на шоу, чтобы поговорить на конкретные темы и рассматривают их с разных сторон. Первым приглашенным на шоу был звезда Голливуда Эштон Катчер.